# Dejan Bojović
Dejan Bojović (ur. 3 kwietnia 1983 w Smederevskiej Palance) – serbski siatkarz, grający na pozycji przyjmującego.

## Sukcesy klubowe
Mistrzostwo Serbii i Czarnogóry:
- 2003
- 2006

Puchar Serbii i Czarnogóry:
- 2006

Mistrzostwo Serbii i Czarnogóry:
- 2007

Puchar Cesarza:
- 2008, 2013

Mistrzostwo Japonii:
- 2009
- 2012
- 2010, 2011, 2013

## Sukcesy reprezentacyjne
Liga Światowa:
- 2005, 2008

Mistrzostwa Europy:
- 2005